# Сельское поселение Верхнеказымский
Сельское поселение Верхнеказымский — муниципальное образование. Территория сельского поселения входит в состав Белоярского района, Ханты-Мансийского автономного округа — Югры, Россия. Административным центром сельского поселения, является посёлок Верхнеказымский.
Сельское поселение Верхнеказымский является муниципальным образованием Ханты-Мансийского автономного округа — Югры наделенным статусом сельского поселения, в соответствии с законом Ханты-Мансийского автономного округа — Югры от 25 ноября 2004 года № 63-оз «О статусе и границах муниципальных образований Ханты-Мансийского автономного округа — Югры»

## Населённые пункты
Посёлок Верхнеказымский (административный центр)

## Население
Население на 1 января 2010 года составляло 2007 человек.
| 2010  | 2012  | 2013  | 2014  | 2015  | 2016  | 2017  |
| ----- | ----- | ----- | ----- | ----- | ----- | ----- |
| 2007  | ↘2002 | ↘1934 | ↘1868 | ↘1823 | ↗1865 | ↗1874 |
| 2018  | 2019  | 2020  | 2021  |       |       |       |
| ↘1826 | ↘1797 | ↘1742 | ↘1606 |       |       |       |